# Ars sonora
Ars sonora és un programa de ràdio que es transmet setmanalment a través de l'emissora Radio Clásica de Radio Nacional de España. Creat el 1985 per Francisco Felipe i José Iges s'ha mantingut ininterrompudament en antena fins a l'actualitat. Des del 2008 el seu director i presentador és Miguel Álvarez-Fernández.

## Història
Plantejat com «una oïda oberta a l'art sonor i radiofònic internacional», el programa ha promogut des dels seus inicis la realització d'obres artístiques concebudes per al mitjà radiofònic sovint en coproducció amb diverses institucions. Els continguts estan oberts a l'art sonor, la poesia sonora, les instal·lacions sonores, l'actuació artística, la improvisació lliure, la música electroacústica i la música experimental, a través de programes monogràfics dedicats a autories, temàtiques, novetats discogràfiques, festivals i mostres sobre l'art sonor i la música experimental, amb especial atenció a les produccions realitzades per les diferents emissores integrades al grup Ars Acustica de la Unió Europea de Radiodifusió.
El programa ha dedicat monogràfics a figures com Juan-Eduardo Cirlot, John Cage, Esther Ferrer, Merce Cunningham, Andrés Lewin-Richter, Gabriel Brncic, Josep Maria Mestres Quadreny, José Val del Omar, Robert Gerhard, Carles Santos, Llorenç Barber, Eduardo Poloni, Henry Cowell, Bruno Maderna, Edgar Varèse, Wolf Vostell o Kurt Schwitters. També ha emès monogràfics específics dedicats a Fluxus, al Festival de Música Contemporània d'Alacant o a la Fundació Phonos.